# やげん堀
やげん堀 七味唐辛子本舗（やげんぼり しちみとうがらしほんぽ）は、東京・浅草寺の門前で七味唐辛子を製造販売する商店。法人名は合資会社中島商店。江戸時代初期より中島家が10代に亘って営んでいる。七味唐辛子の元祖で、長野・善光寺の門前の八幡屋礒五郎、京都・清水寺の門前の七味家と共に、日本三大七味唐辛子に数えられる。

## 歴史
寛永2年（1625年）江戸薬研堀端（後の薬研堀町、現中央区東日本橋2-5付近）において中島徳右衛門が薬種商を開業したことに始まる。翌年には漢方の知識を用いて「七色唐辛子」を考案し、城内の菊の宴に際し時の将軍徳川家光に七味唐辛子を献上して気に入られ、「德」の字を賜り「山德」の紋を掲げた。
昭和18年（1943年）現在地の浅草新仲見世に移転した後も、やげん堀の商号を保った。平成4年（1992年）東駒形にやげん堀中島ビルが完成し、事務所機能を移転した。平成20年（2008年）メトロ通りに支店を出した。

## 拠点
- 本社・営業所 - 東京都墨田区東駒形二丁目8番3号
- 新仲見世本店 - 東京都台東区浅草一丁目28番3号
- メトロ通り店 - 東京都台東区浅草一丁目32番13号

## ギャラリー

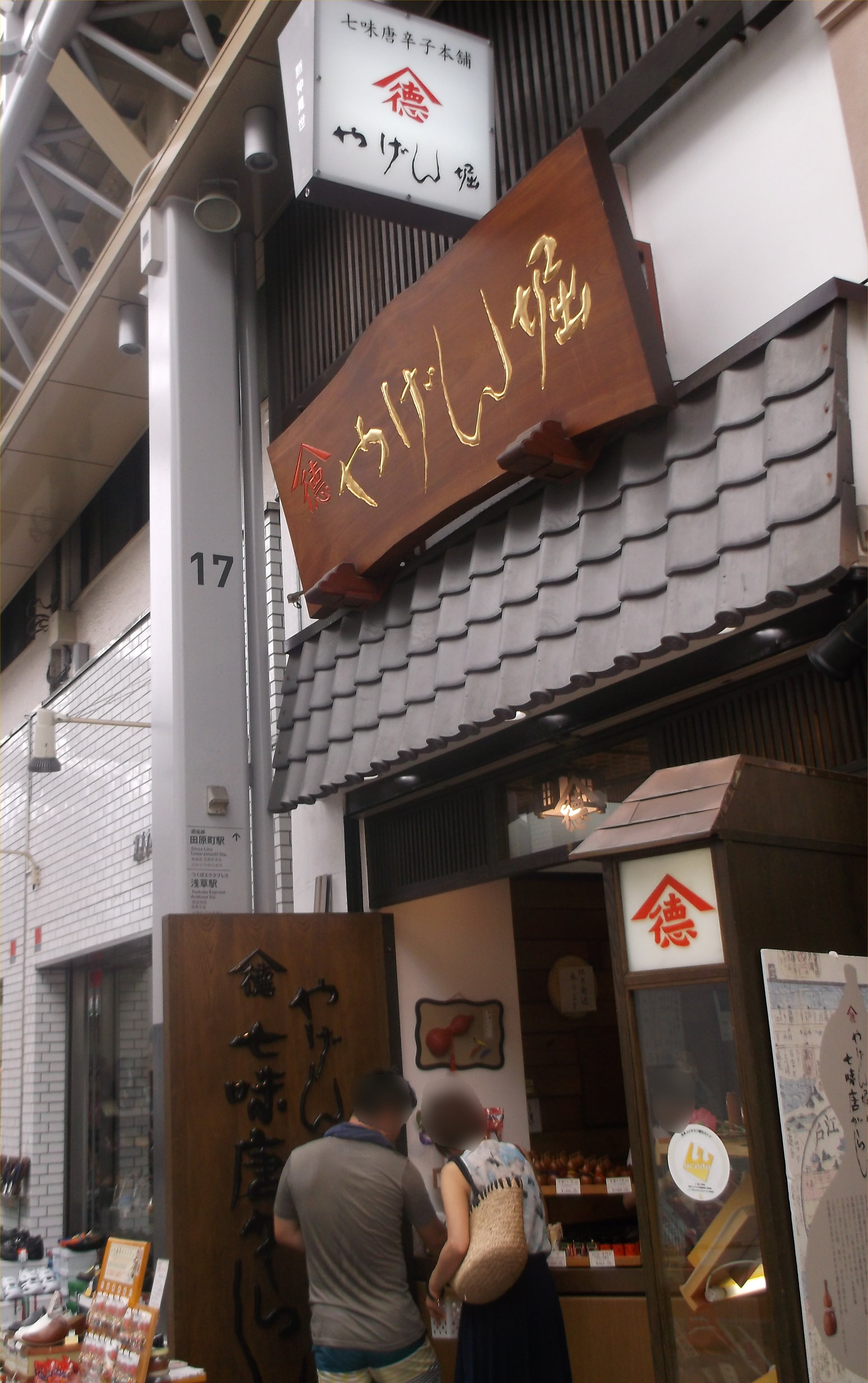
外観
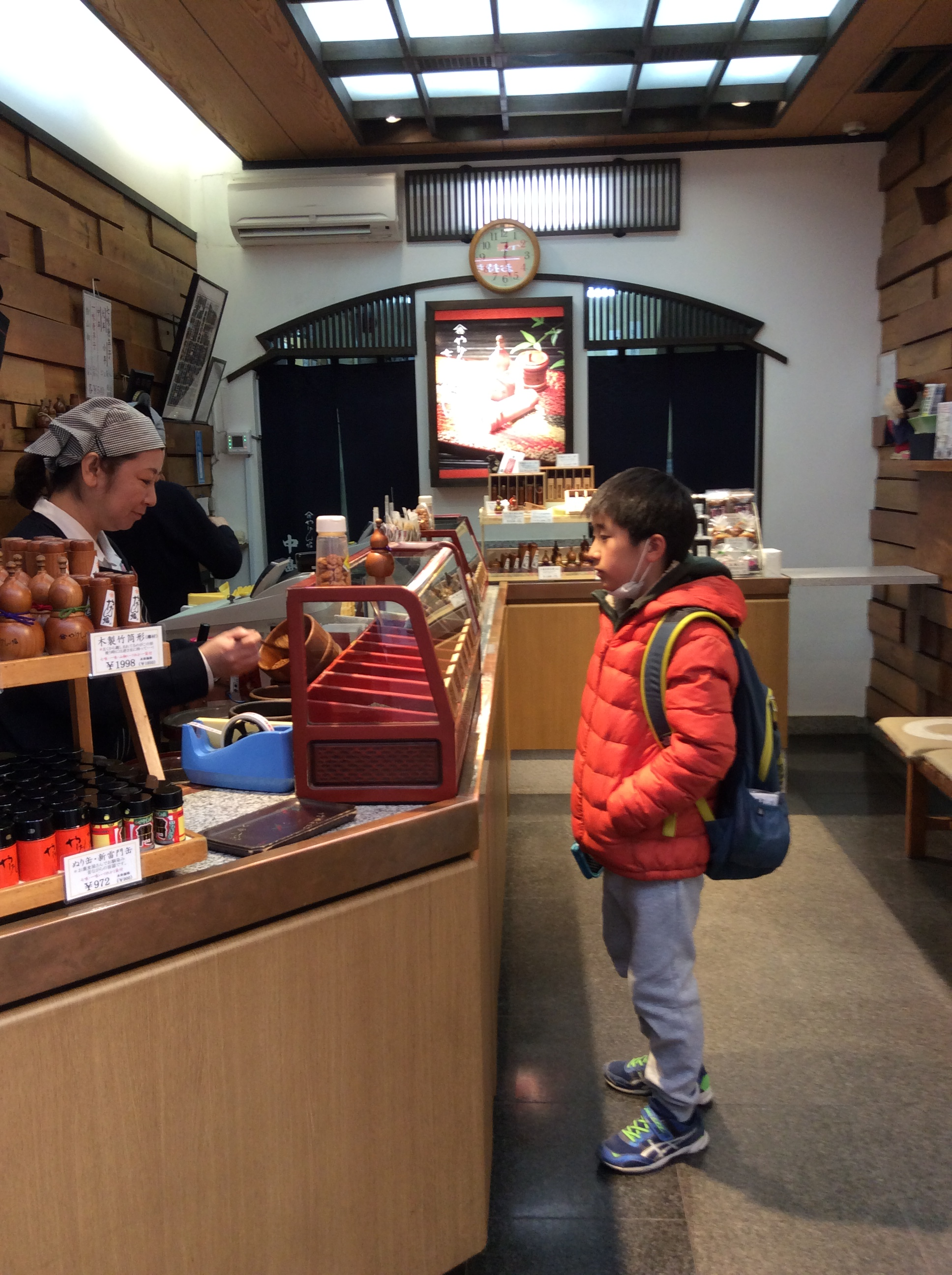
店内（2017年2月4日撮影）
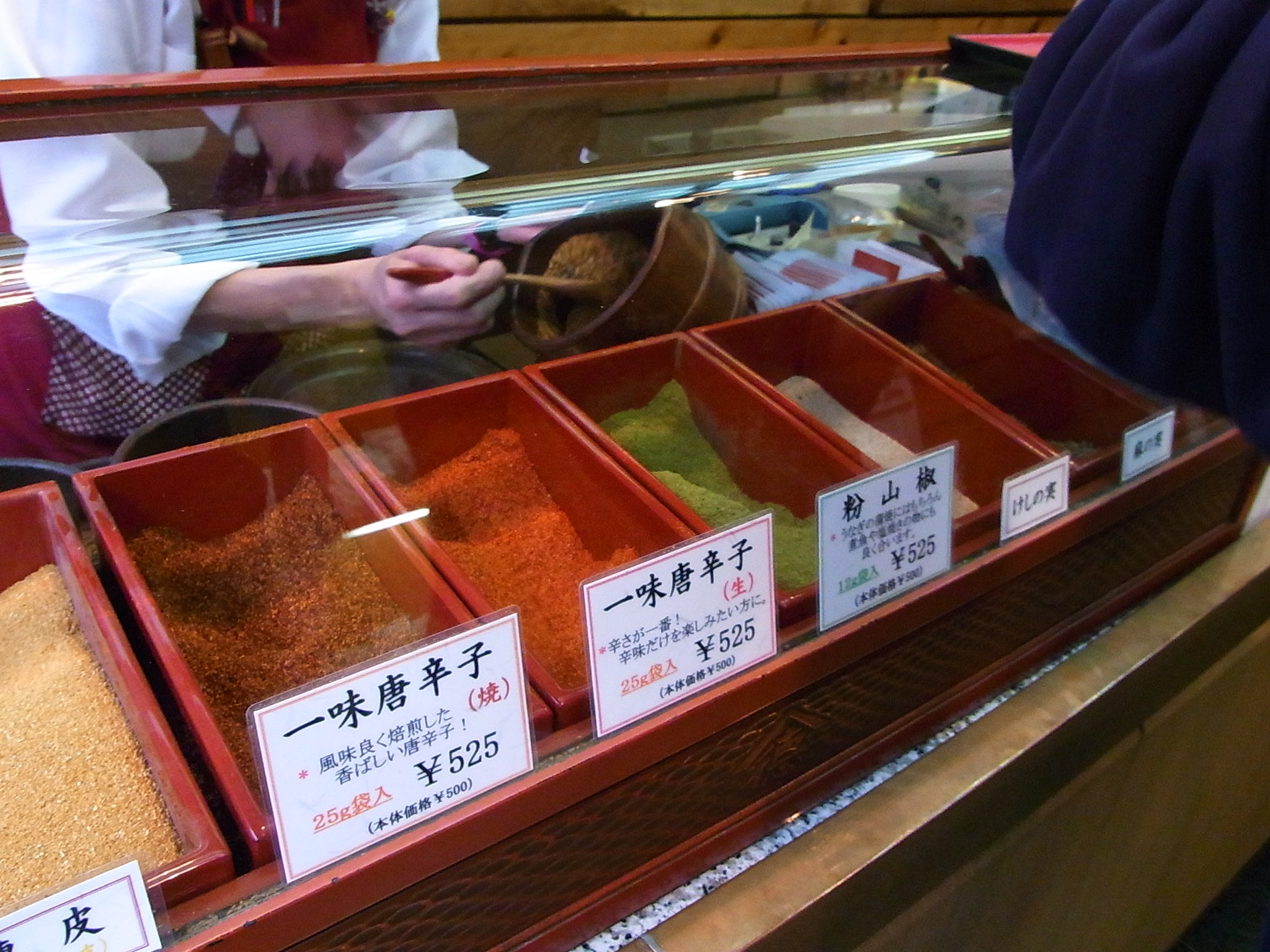
七味唐辛子（2011年4月24日撮影）